# Aix (género)
Aix es un género de aves anseriformes de la familia Anatidae que incluye dos especies de patos del hemisferio norte que muestran un marcado dimorfismo sexual.

## Especies
El género Aix incluye dos especies.
- Aix galericulata - pato mandarín
- Aix sponsa - pato joyuyo (especie tipo)

Además, se han encontrado fósiles como Aix praeclara, del Mioceno medio de Mongolia.